# Ischnura
Genre
Ischnura est un genre d'insectes odonates zygoptères (demoiselles) de la famille des Coenagrionidae.
Noms vernaculaires français : les ischnures ou agrions (Le nom « agrion » désignant aussi d'autres genres).

## Liste d'espèces

### Liste des espèces (et sous-espèces)
Selon NCBI (1 nov. 2010) :
- Ischnura abyssinica
- Ischnura aralensis
- Ischnura asiatica
- Ischnura aurora
- Ischnura barberi
- Ischnura capreola
- Ischnura cervula
- Ischnura damula
- Ischnura demorsa
- Ischnura denticollis
- Ischnura elegans
- Ischnura erratica
- Ischnura forcipata
- Ischnura fountaineae
- Ischnura gemina
- Ischnura gemina x Ischnura denticollis
- Ischnura graellsi
- Ischnura hastata
- Ischnura heterosticta
- Ischnura kellicotti
- Ischnura perparva
- Ischnura posita
  - sous-espèce Ischnura posita atezca
  - sous-espèce Ischnura posita posita
- Ischnura prognata
- Ischnura pumilio
- Ischnura ramburii
- Ischnura senegalensis
- Ischnura verticalis

Selon ITIS (1 nov. 2010) :
- Ischnura barberi Currie, 1903
- Ischnura capreolus (Hagen, 1861)
- Ischnura cervula Selys, 1876
- Ischnura cruzi De Marmels, 1987
- Ischnura damula Calvert, 1902
- Ischnura demorsa (Hagen, 1861)
- Ischnura denticollis (Burmeister, 1839)
- Ischnura erratica Calvert, 1895
- Ischnura fluviatilis (Selys, 1876)
- Ischnura gemina (Kennedy, 1917)
- Ischnura hastata (Say, 1839)
- Ischnura indivisa (Ris, 1918)
- Ischnura kellicotti Williamson, 1898
- Ischnura perparva McLachlan in Selys, 1876
- Ischnura posita (Hagen, 1861)
- Ischnura prognata (Hagen, 1861)
- Ischnura ramburii (Selys, 1850)
- Ischnura rufovittata (Blanchard, 1845)
- Ischnura sobrina Schmidt, 1942
- Ischnura ultima Ris, 1908
- Ischnura verticalis (Say, 1839)

### Espèces rencontrées en Europe
Selon Fauna Europaea (9 mars 2015) :
- Ischnura elegans (Vander Linden 1820)
- Ischnura fountaineae Morton 1905
- Ischnura genei (Rambur 1842)
- Ischnura graellsii (Rambur 1842)
- Ischnura hastata (Say 1839)
- Ischnura pumilio (Charpentier 1825)
- Ischnura saharensis Aguesse 1958
- Ischnura senegalensis (Rambur 1842)

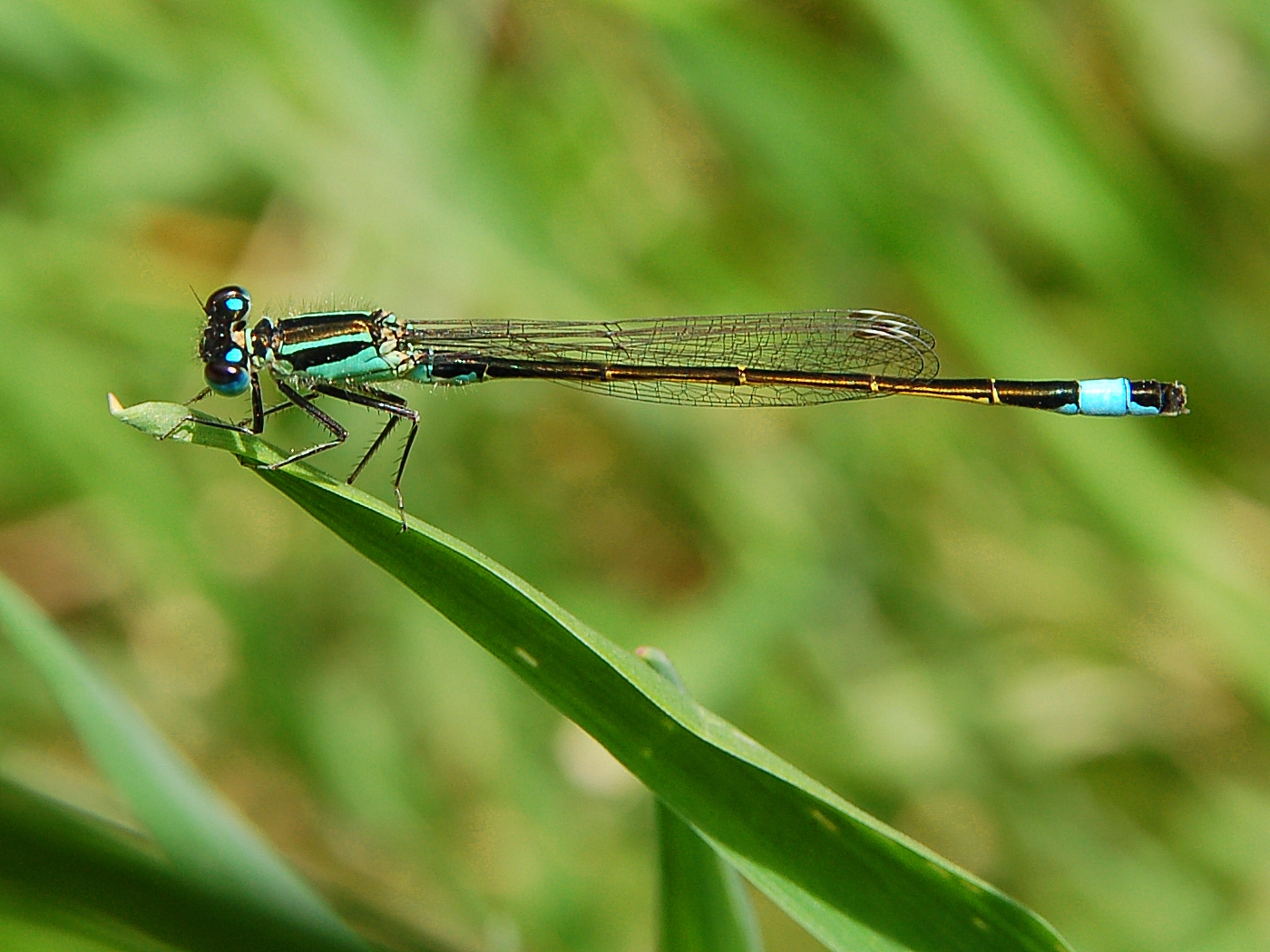
Ischnura elegans (mâle)
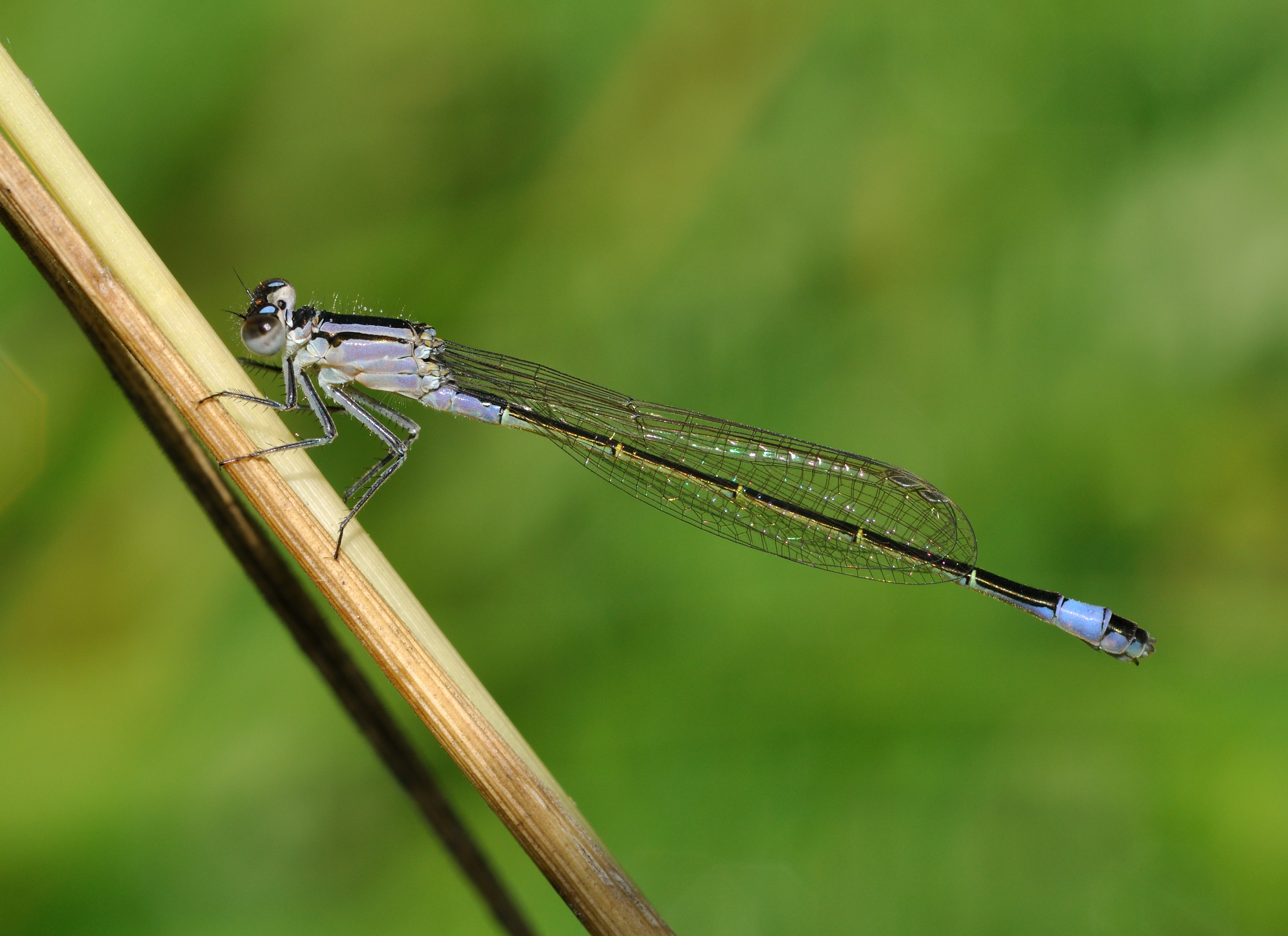
Ischnura elegans (femelle)
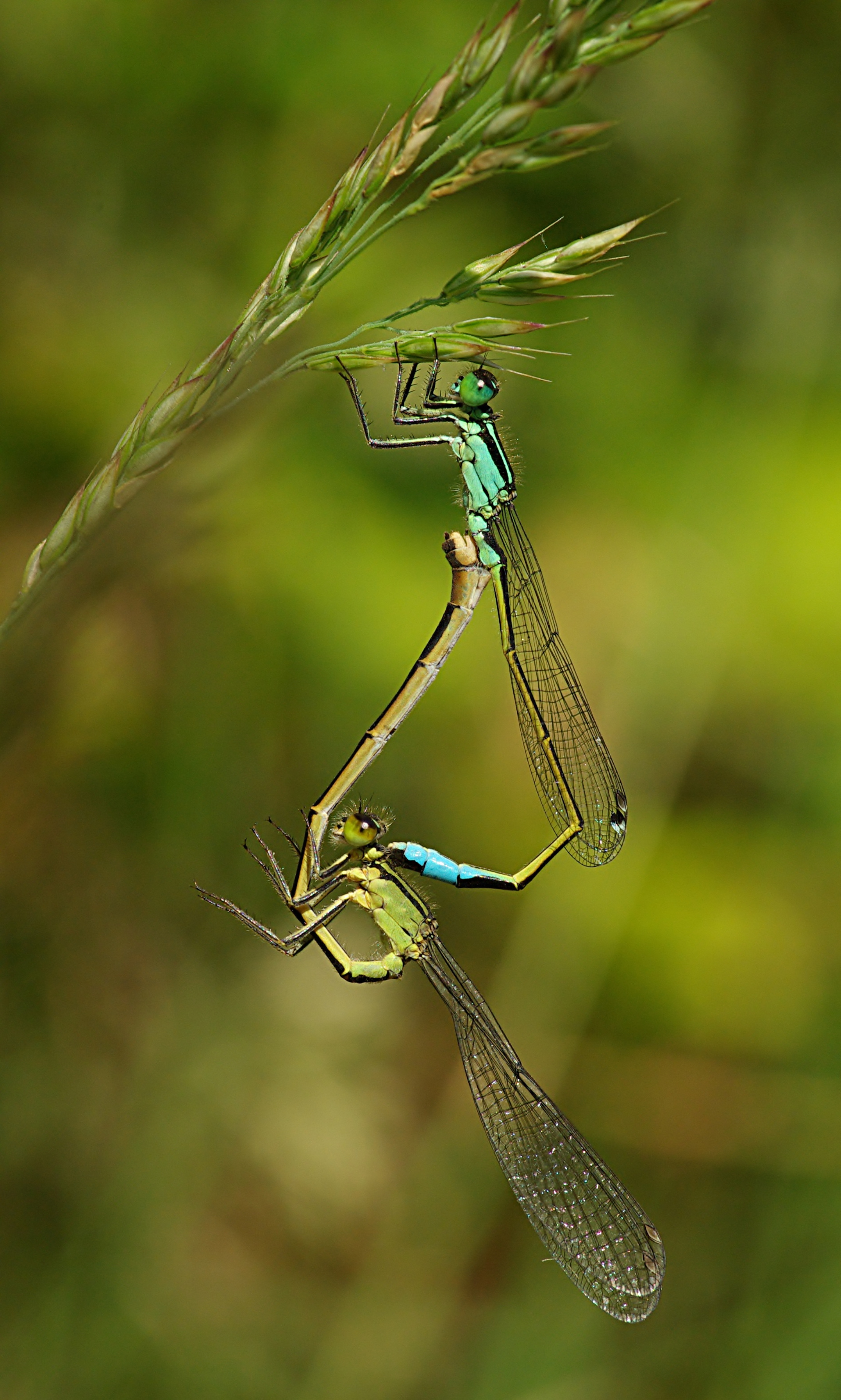
Accouplement d'Ischnura elegans en Brenne

### Espèces rencontrées enPolynésie française
- Ischnura jeanyvesmeyeri Englund & Polhemus, 2010. Endémique de Raivavae (îles Australes)[4]
- Ischnura rurutana Englund & Polhemus, 2010. Endémique de Rurutu (îles Australes)[4]
- Ischnura taitensis Selys, 1876 Syn Ischnura cheesmani Mumford, 1942.
- Ischnura thelmae Lieftinck, 1966. Endémique de Rapa (îles Australes)